# ATP Nizza 1993
L'ATP Nizza 1993 è stato un torneo di tennis giocato sulla terra rossa. È stata la 22ª edizione dell'ATP Nizza che fa parte della categoria World Series nell'ambito dell'ATP Tour 1993. Si è giocato a Nizza in Francia dal 12 al 18 aprile 1993.

## Campioni

### Singolare
Marc-Kevin Goellner ha battuto in finale  Ivan Lendl 1–6, 6–4, 6–2

### Doppio
David Macpherson /  Laurie Warder hanno battuto in finale  Shelby Cannon /  Scott Melville 3-4 ritiro